# Corumbá de Goiás
Corumbá de Goiás é um município brasileiro do estado de Goiás. Situa-se a 110 km de Goiânia a capital do estado, com acesso feito a partir da rodovia BR-414 e GO-225, conhecida como Rodovia José Jacinto Veiga, ambas asfaltadas. Ocupa uma área de 1 064,833 km² com população estimada em 10 562 habitantes em 2022, enquanto que em 2014 era de 10.896 pessoas. Localiza-se no leste goiano e faz parte da Região Integrada de Desenvolvimento do Distrito Federal e Entorno.
A povoação inicial surgiu em função da descoberta de jazidas de ouro nas proximidades do Rio Corumbá e Ribeirão Bagagem nas primeiras décadas do século XVIII. Assim como nos demais locais de mineração do ciclo do ouro, atraiu aventureiros em busca de fortuna, que se estabeleceram no local que ficou conhecido como Minas de Nossa Senhora da Penha do Corumbá. Em 1734 com a inauguração da capela de Nossa Senhora da Penha de França, a povoação passou a ser o centro de toda a região, menor e pertencente a Meia Ponte, na época já cabeça de julgado, posteriormente elevado em distrito em 1840, Vila em 1849, extinto e novamente anexado a Meia Ponte em 1863, novamente elevado a município em 1875, reinstalado em 1876 e elevado a cidade em 1911.
Com o esgotamento das minas auríferas em toda a Província de Goiás, muitas povoações após a falência caíram no esquecimento, tornando-se ruínas ou memórias. Em Corumbá a decadência da mineração não acarretou o desaparecimento do núcleo urbano, que contém bens tombado pelo IPHAN como a Igreja Nossa Senhora da Penha de França e seu acervo.
Após o período aurífero, o povoado teria migrado para a agricultura para se manter, e atualmente, aos poucos, está se tornando um destino turístico, aproveitando as atrações naturais que circundam o local e as celebrações culturais locais, principalmente durante a as cavalhadas realizadas atualmente em função dos festejos da padroeira em setembro.

## Etimologia
Seu nome provém do Rio Corumbá, cujas margens originou o primeiro núcleo habitado.  Seu significado em tupi-guarani é banco de Cascalho. Pelo Decreto-Lei Estadual nº 8.305, de 31 de dezembro de 1943, o município passou a denominar-se Corumbá de Goiás, em virtude da existência de topônimo idêntico em Mato Grosso do Sul.

## História

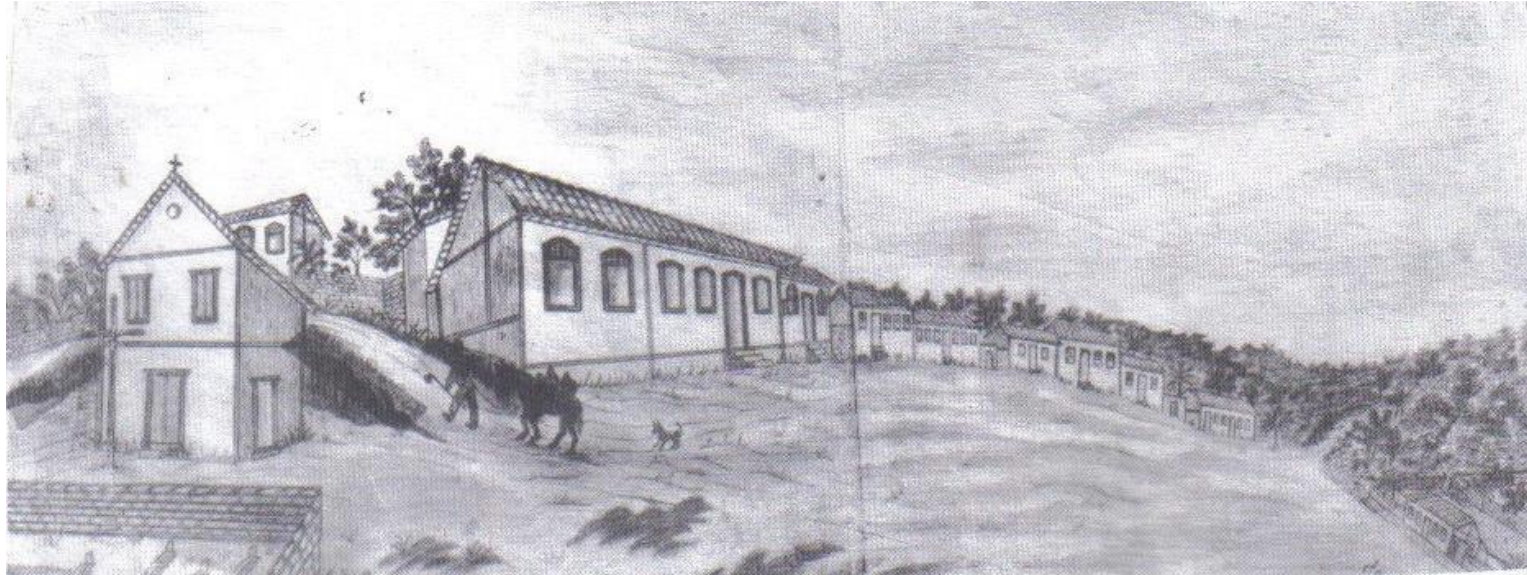
Arraial de Corumbá, 1740. Desenho: Lúcia Curado. Pesquisa: Hercílio Fleury, Sílvio Fleury e Ramir Curado

Antes da chegada dos europeus ao continente americano, a porção central do Brasil, onde se insere Corumbá, era ocupada por indígenas do tronco linguístico macro-jê, como os acroás, os xacriabás, os xavantes, os caiapós, os javaés, entre outros povos.
A colonização de origem europeia de Corumbá teve origem em 08 de setembro de 1731, em função da mineração aurífera no Rio Corumbá e no Ribeirão Bagagem por portugueses e paulistas. Com a expansão da mineração e o estabelecimento dos bandeirantes, foram construídos os primeiros ranchos dos colonizadores e dos exploradores de ouro, e a primitiva capela de cunho cristã católica, dedicada a Nossa Senhora da Penha de França, filial da Paróquia do Rosário. Após vários ataques indígenas, houve o deslocamento dessas moradias para a parte mais alta da região, com uma visão mais ampla, como referindo a um morro.
Desse período de deslocamento do núcleo inicial, em 1733, iniciou-se a construção da atual Igreja Matriz de Nossa Senhora da Penha de França. De estilo colonial a Igreja foi construída de modo que sua fachada ficasse direcionada para o nascente do sol, ou seja, para o leste, em um ponto alto e amplo, sua posição, ficando assim, em destaque e com vista privilegiada e que em 1734 já se encontrava em uso. Além da igreja cuja obra e alterações demorou mais de décadas, nesse período, foram construídas as primeiras casas e um
cemitério. A partir de outubro de 1737, o Livro de óbitos passam a registrar os assentos de falecimentos Corumbá de Goiás, local que passou a contar com assistência de capelão em 1747, sendo designado para as funçòes religiosas o Pe. Antônio Soares, e permitiu o crescimento da povoação, que foi crescendo entre o rio e a capela, com habitantes vindos em busca de pedras preciosas e construindo suas moradias na margem do Rio Corumbá.

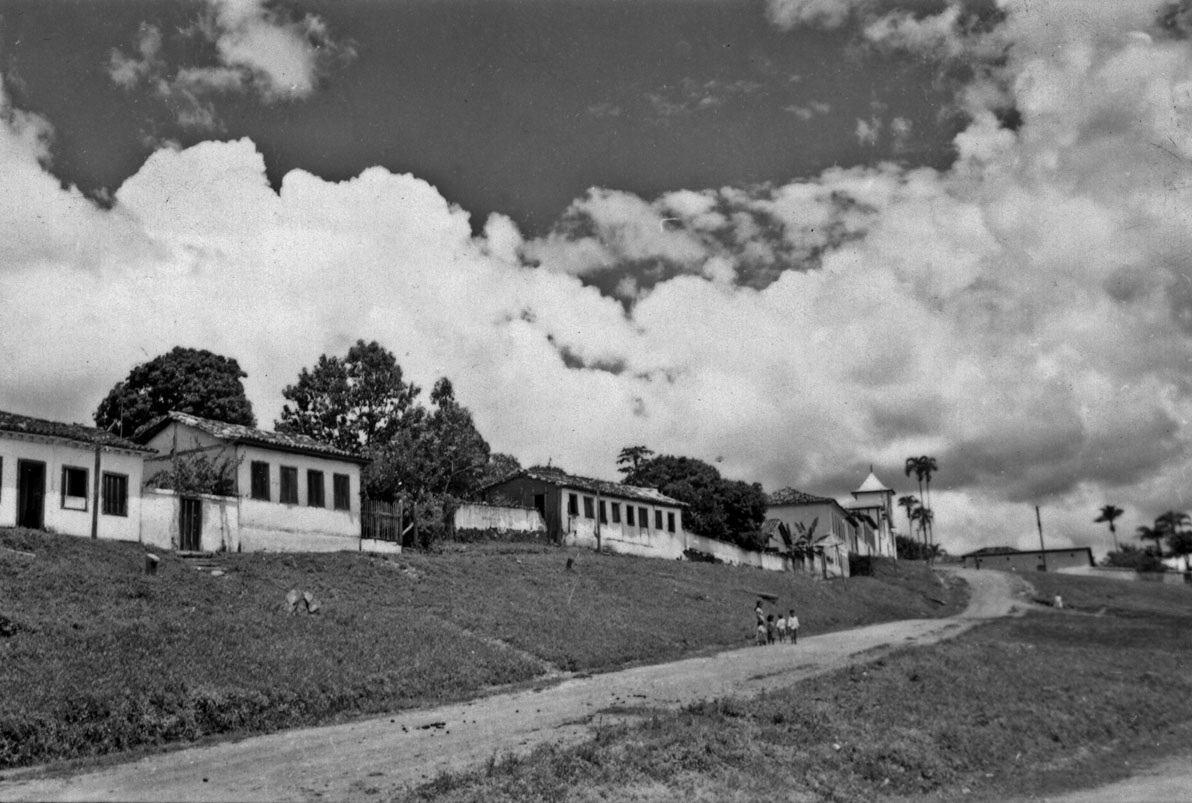
Rua principal de Corumbá de Goiás, 1957. IBGE

Em 1840, pela Resolução Provincial nº 5, de 05 de dezembro, a capela da Penha foi elevada a categoria de Matriz, tendo como primeiro vigário o padre Manoel Inocêncio da Costa Campos. A Paróquia da Penha foi a precursora das paróquias de Abadiânia, Alexânia e Cocalzinho. A influência portuguesa da Paróquia Nossa Senhora do Rosário, reproduziu na Capela da Penha de Corumbá, as tradições pirenopolinas, tais como a Irmandade do Santíssimo, celebrações da Semana Santa, Festa de São Sebastião, Festa do Divino, Coro, Orquestra e banda de música nas Missas e Procissões, além das Cavalhadas, realizadas em Setembro na Festa da Penha, a padroeira.
Com a escassez dos materiais auríferos, outros modos e relações foram estabelecidas em toda Província de Goiás e a implantação das o atividade pastoris e das agrárias, que permeiam até os dias atuais. Nesse processo pós-colonial, conforme se desenvolvia as atividades econômicas, desenvolvia-se também as cidades, política, cultura, artes e tradições.
Destaca-se no âmbito cultural nesse período, o surgimento da primeira instituição musical criada no lugar a Orquestra de Coro da Igreja Matriz da Penha. Quanto as bandas de música, a primeira a surgir foi a “União Corumbaense”, fundada no ano de 1866, pelo Padre Manoel Inocêncio da Costa Campos, juntamente com alguns de seus familiares, banda extinta em 1870, e reorganizada em 1874
com nome de “14 de Julho”, em homenagem à queda da Bastilha.Após briga política, Antônio Félix Curado (Felinho), resolveu fundar uma Banda de Música na Vila, com a finalidade de festejar seus eventos. Na ocasião, o Coronel Luiz Fleury de Campos Curado, seu pai, era líder do partido Liberal em Corumbá de Goiás, homem rico, de reconhecimento e prestígio na
sociedade. Luiz Fleury de Campos Curado, encomendou o instrumental através de um pedido à firma comercial “A
Euterpe”, do Rio de Janeiro. Após a chegada dos instrumentos musicais, foi contratado um maestro, José Gomes Gerais vindo da Banda do Pe. Simeão, para formar os novos músicos, e dar continuidade a banda, que até hoje existe.
Corumbá conserva até hoje seus traços coloniais nos velhos casarões construídos pelos bandeirantes em busca de ouro. O rio Corumbá, com suas águas escuras ocasionadas pelas folhas e pedras do cerrado e suas inúmeras cachoeiras, aliadas as ttadiçoes e costumes locais, alavancaram o turismo a partir da construção de Brasília.

## Geografia
De acordo com o IBGE, Censo Demográfico de 2010, o município de Corumbá de Goiás tem uma área de 1.062 km². Sua população segundo dados Censo é de 10.361 habitantes, sendo 5.415 homens, e 4.946 mulheres, 6.416 residem na zona urbana e 3.945 residem na zona rural. A taxa de crescimento anual é de 2,36 e sua densidade demográfica é de 9,76 habitantes/km².

### Hidrografia

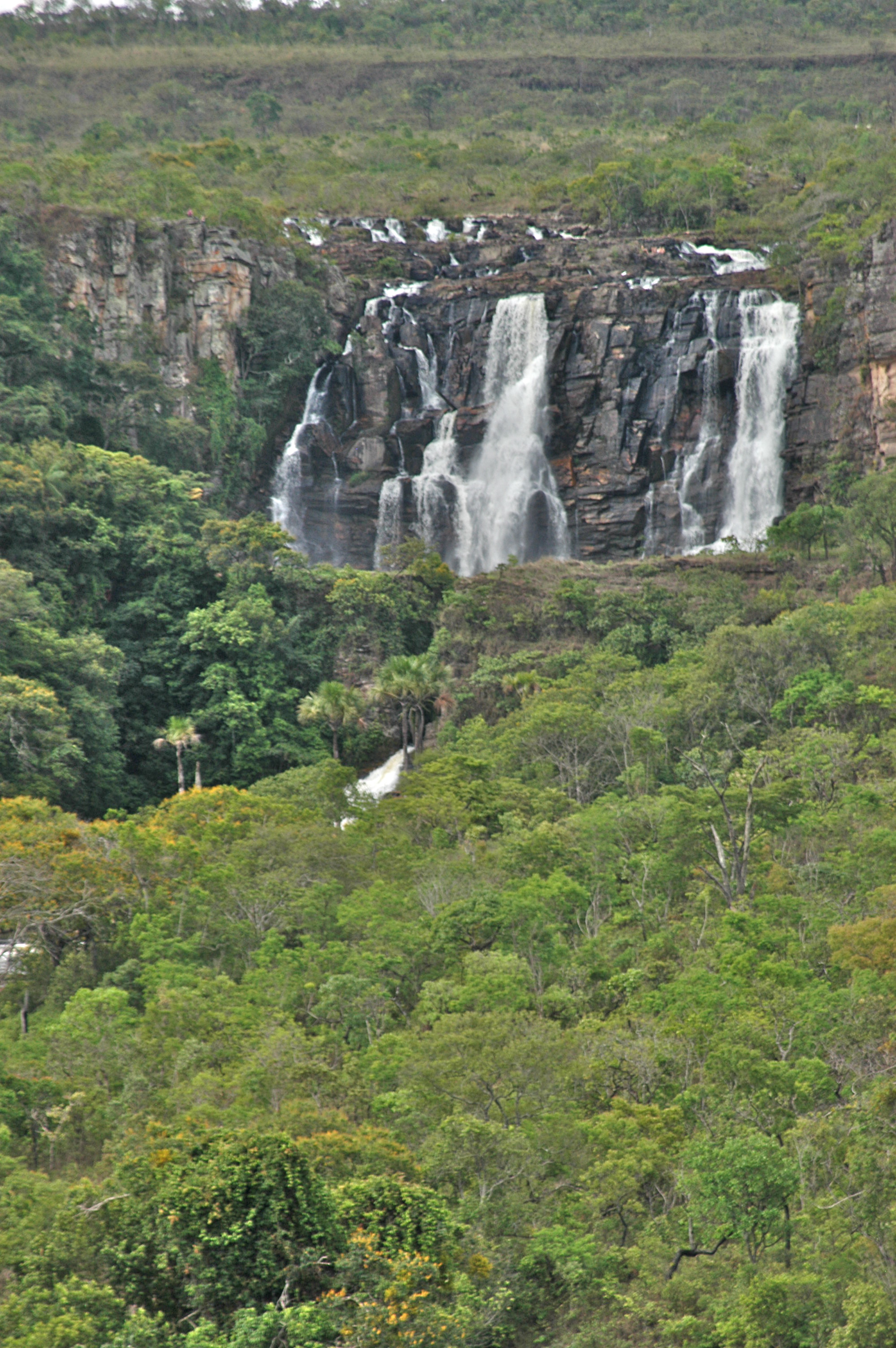
Salto do Corumbá, alguns quilômetros antes de chegar à cidade

O município está separado de Pirenópolis pela Serra dos Pirineus, que contém o pico mais alto do grande divisor da bacia Amazônica e a bacia do Prata.
As águas que banham o município desaguam inteiramente na bacia do Prata,e também encantam muitos turistas, formando o rio Corumbá, rio Areias e o rio do Ouro, afluente do rio Corumbá que separa o município de Alexânia. Os rios Corumbá e Areias criam divisas com os municípios de Abadiânia, Cocalzinho e Santo Antônio do Descoberto.
A altitude média é de 962 metros, chegando a ultrapassar 1.200 metros em determinados pontos. Sendo uma região alta, com relevo bastante acidentado e um sistema de drenagem abundante, seus rios e córregos possuem inúmeras cachoeiras e quedas d'água que se espalham por todo município. Algumas dessas chegam a medir 60 metros de altura.

### Rodovias
- GO-225
- BR-414

## Administração 2005/2008
- Prefeito: Waldeci Divino Casseano (2005/2008)
- Vice-prefeito: Genismar Fernandes de Souza

## Administração 2009/2012
- Prefeito Eleito: Emílio de Paiva Jacinto (2009/2012)
- Vice-prefeito: Célio Fleury

## Celebrações culturais
Corumbá preserva em seu calendário cultural uma rica herança de fazeres, saberes, celebrações e manifestações que foram transmitidas de geração em geração. Essas tradições estão profundamente enraizadas em diversos elementos culturais, como a religiosidade, a cultura indígena, a colonização bandeirante, a história dos negros escravizados e a vida no campo. Com a chegada de novos residentes à cidade, essa diversidade cultural foi enriquecida ainda mais. Entre as celebrações mais antigas e significativas da região, destacam-se as manifestações do catolicismo popular, que tiveram início por meio das Irmandades e confrarias leigas no século XVIII. Um exemplo notável é a Irmandade do Santíssimo, que, junto à comunidade local, promove as festividades da Padroeira Penha de França, a Semana Santa e outras celebrações ligadas à Quaresma, como a Semana das Dores, a Festa de Passos, a Festa do Divino e o Corpus Christi. Essas tradições se mantêm autênticas ao longo dos séculos, preservando elementos como imagens sacras, templos religiosos, rituais religiosos e a participação ativa das Irmandades. Além disso, eventos como a presença de bandas de música, corais e orquestras que executam composições em latim, muitas delas criadas por compositores locais e regionais, como os motetos de Passos, acrescentam uma dimensão especial a essas celebrações culturais.
No contexto cultural, a cidade é conhecida por abrigar as renomadas Cavalhadas, que têm suas origens na antiga Festa do Divino e atualmente são realizadas durante a celebração da padroeira, a Festa de Nossa Senhora da Penha de França. As Cavalhadas de Corumbá representam uma forma única de encenação dramática, envolvendo desfiles equestres e representações simbólicas das históricas batalhas entre mouros e cristãos pela dominação da Península Ibérica durante a Idade Média na Europa. Esse evento é marcado pela participação entusiástica de centenas de pessoas, algumas das quais montadas a cavalo. Os participantes se caracterizam com trajes de cetim coloridos e máscaras representando bois, elementos distintivos deste tradicional festejo. As Cavalhadas de Corumbá são consideradas um dos eventos culturais mais importantes do estado de Goiás.